# Laurits Tørnæs
Laurits Pedersen Tørnæs, född 17 juli 1936 i Sødre Stenderup, är en dansk skeppare och f.d. politiker för Venstre. Han var folketingsledamot 1981-1994 och Danmarks jordbruksminister 10 september 1987 till 25 januari 1993. Han är far till politikern Ulla Tørnæs.
Laurits Tørnæs är son till fiskaren Henrik Tørnæs och Jenny Jensen. Han var sjuklig som barn på grund av att han drabbades av tuberkulos. Han tog examen från Kolding realskole 1953 och från Esbjerg navigationsskole 1957. Han var sedan verksam som självständig skeppare med trålaren ”Vidar” (1960-1971). Han var ordförande av Esbjerg Fiskeriforening (1971-1974) och Danmarks Havfiskeriforening (1974-87) samt ledamot i EG-kommissionens rådgivande kommitté för fiskhandel (1974-?). Han var även engagerad i partiet Venstre och var bl.a. ledamot i partistyrelsen från 1975. Han blev invald i Folketinget 1981 och utsågs redan året därpå till partiets politiska talesperson (1982-1987). I september 1987 utsågs han som Britta Schall Holbergs efterträdare som jordbruksminister och innehade detta ämbete till januari 1993. Han fortsatte som ordinarie folketingsledamot till valet 1994, då han tog uppdraget som amtsborgmästare (dansk motsvarighet till landstingsdirektör) för Ribe amt. Detta uppdrag hade han till 2007, då amtet uppgick i Region Syddanmark.